# Néa Výssa
Néa Výssa är en ort i Grekland.   Den ligger i prefekturen Nomós Évrou och regionen Östra Makedonien och Thrakien, i den nordöstra delen av landet, 500 km nordost om huvudstaden Aten. Néa Výssa ligger 33 meter över havet och antalet invånare är 2 673.
Terrängen runt Néa Výssa är platt. Runt Néa Výssa är det ganska tätbefolkat, med 52 invånare per kvadratkilometer. Närmaste större samhälle är Orestiáda, 9,1 km söder om Néa Výssa. Trakten runt Néa Výssa består till största delen av jordbruksmark.